# 椎根和
椎根 和（しいね やまと、1942年2月9日 - ）は、福島県生まれの雑誌編集者、ライター。

## 経歴
早稲田大学卒業。『婦人生活』編集者から、平凡出版に途中入社し、『平凡パンチ』『anan』に携わる。退社後、講談社開発室を経て『日刊ゲンダイ』創刊スタッフ。再び退社し、1977年『POPEYE』定期刊行時に編集デスクとして参画、後にエディター・イン・チーフ。『Olive』創刊時に社員となり実質の編集長、以後『Hanako』『Comic アレ!』『relax』の創刊編集長を歴任。取締役就任後、1997年マガジンハウス退社。妻はドラマ「ムー一族」に「竹さん」役で出演していた滝谷（旧姓）典子。

## 著書
- 平凡パンチの三島由紀夫　新潮社 2007、新潮文庫 2009。茉莉花社（増補版）2012、再訂版2020
- Popeye物語 : 1976～1981　新潮社 2008、新潮文庫 2010
- オーラな人々　茉莉花社 2009。副題：あなたが愛したスーパースターといま、再び、ふたりっきりの時を

三島由紀夫、美輪明宏、植草甚一、寺山修司、ブルース・リー、テレサ・テン等 交流
- フクシマの王子さま 荒井良二・絵、芸術新聞社 2011。絵本
- ウリンボー = URINBOW 荒井良二 絵、芸術新聞社 2013。絵本
- 銀座Hanako物語 : バブルを駆けた雑誌の2000日　紀伊國屋書店 2014
- 希林のコトダマ　芸術新聞社 2020。樹木希林の座右の書と雑記帳を公開
- 49冊のアンアン　フリースタイル 2023